# Chiesa di Santa Maria della Libera
La chiesa di Santa Maria della Libera è una chiesa della città di Aquino, in provincia di Frosinone.

## Architettura e opere d'arte
L'edificio, monumento in puro stile romanico, è stato eretto nell'XI secolo con materiali di spoglio recuperati dagli edifici romani che la circondavano. Infatti è ubicata in uno dei punti più interessanti dell'antica via Latina. Proprio al lato del campanile è fra l'altro ubicato un arco romano dedicato al console romano Marcantonio.

### Esterno
Posta su un'alta scalea, di fronte al sito dell'antica Aquinum, la chiesa ha una facciata preceduta da un grande portico a tre arcate sorretto da pilastri che hanno per base parti di cornicione.
Lo stesso portico è un'aggiunta ottocentesca così come il rosone posto al centro della facciata.
L'ultimo gradino della scalinata è disseminato di tavole marmoree con incise tabulae lusoriae, mentre i contropilastri hanno per capitelli pezzi di un ricco soffitto a cassettoni romano.
La parete della facciata, a sinistra, è occupata dal campanile quasi interamente costruito con marmi decorati, metope, cornici, rilievi tombali, frammenti epigrafici.
Il grande portale centrale ha per stipiti frammenti di un fregio romano, con foglie d’acanto in rilievo, e nella lunetta un mosaico di stile bizantino raffigurante la Madonna col Bambino e due figure giacenti in casse mortuarie, Ottolina e Maria, presumibilmente fondatrici della chiesa.
Il portale destro, più semplice, ha nell'architrave rosette decorative e nella lunetta un affresco molto deperito raffigurante la Madonna col Bambino e Santi.

### Interno
L'interno del tempio, solenne e suggestivo, è a tre navate divise da pilastri quadrati con tre absidi semicircolari.
L'altare maggiore è composto da un sarcofago romano in marmo con strigilatura e tabula ansata. Al suo posto, precedentemente, l'altare era stato realizzato con il famoso sarcofago con scene di corse di quadrighe, rubato dalla chiesa nel 1991, recuperato nel 2012, esso è oggi esposto nel vicino museo della Città di Aquino .

Si trovano diversi sarcofaghi marmorei anche all'esterno della chiesa.

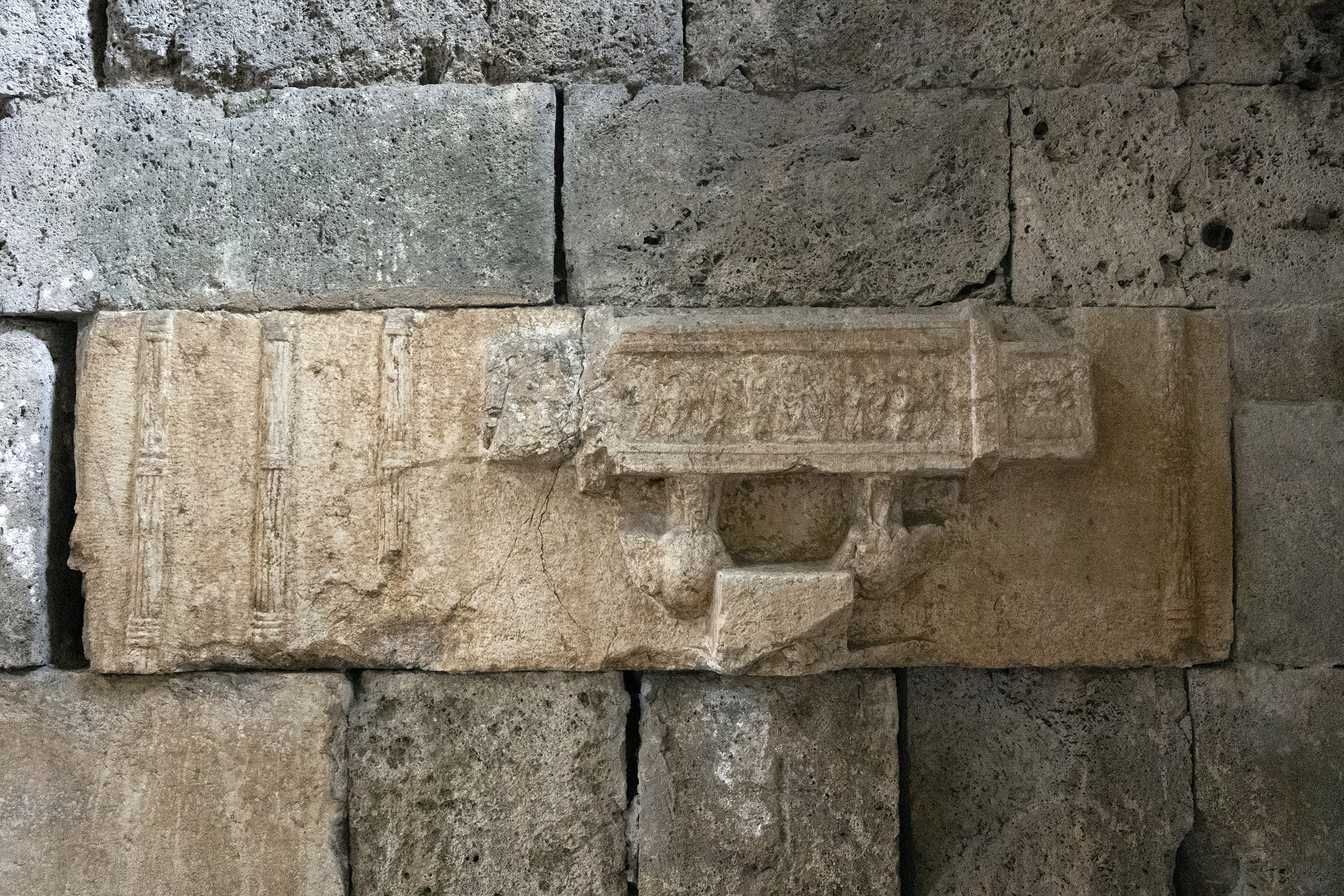
Rilievo con sella curule e fasci, Santa Maria della Libera